# Hrabstwo Scurry

Piramida wieku hrabstwa

Hrabstwo Scurry – hrabstwo położone w USA, w stanie Teksas, w zachodnio-środkowej części stanu, u podnóża płaskowyżu Llano Estacado. Utworzone w 1876 r. Według danych szacunkowych z 2024 liczy 16,2 tys. mieszkańców. Siedzibą hrabstwa jest miasteczko Snyder. Inne miejscowości to: Hermleigh i Ira.
Hrabstwo Scurry przez długi czas należało do tzw. „dry county” (suchych hrabstw), jednak w wyborach z 2008 roku zatwierdzono sprzedaż alkoholu w całym hrabstwie. 

## Gospodarka
Jest to ważny region wydobycia ropy naftowej i gazu ziemnego. Ponadto znaczącą rolę w gospodarce hrabstwa odgrywa uprawa bawełny, a także hodowla owiec i kóz. 

## Demografia
Po osiągnięciu lokalnego szczytu w 1990 roku, populacja hrabstwa Scurry wykazuje ogólny trend spadkowy (w latach 1990–2020 spadek o 9,1%). Według danych pięcioletnich z 2023 roku, mieszkańcy deklarują głównie pochodzenie meksykańskie (38,9%), mieszane (13,3%), „amerykańskie” (9,3%), angielskie (7,9%), irlandzkie (6,5%) i niemieckie (5%). 

## Sąsiednie hrabstwa
- Hrabstwo Kent (północ)
- Hrabstwo Fisher (wschód)
- Hrabstwo Mitchell (południe)
- Hrabstwo Borden (zachód)
- Hrabstwo Garza (północny zachód)